# Zalesie (rejon smorgoński)
Zalesie (biał. Залессе; ros. Залесье) – agromiasteczko na Białorusi, w rejonie smorgońskim obwodu grodzieńskiego, około 11 km na południowy wschód od Smorgoni. Siedziba sielsowietu oraz parafii prawosławnej pw. Opieki Matki Bożej.
W XIX w. powstała tu stacja kolejowa Zalesie na trasie Kolei Lipawsko-Romieńskiej.

## Historia

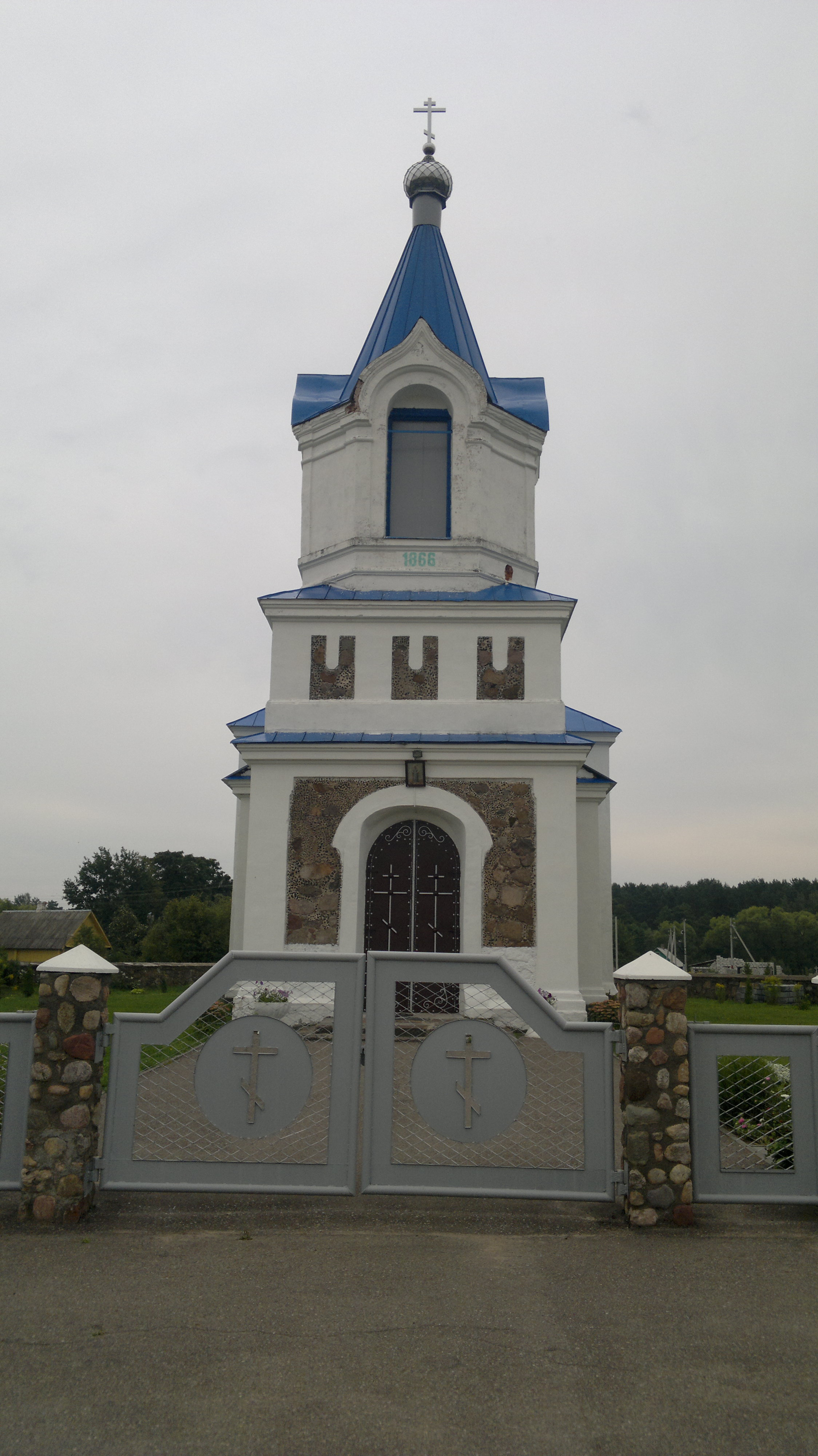
Cerkiew Opieki Matki Bożej

Pierwsze znane wzmianki o wsi pochodzą z XVI wieku, nazywała się wtedy Derby. W 1690 roku tutejszy folwark wspomniano jako należący do powiatu oszmiańskiego w województwie wileńskim Rzeczypospolitej. W pierwszej połowie XVIII wieku majątek ten został kupiony przez Marcjana Ogińskiego (1672–1750) i od tej pory był własnością rodziny Ogińskich herbu Oginiec, którzy zmienili nazwę wsi na Zalesie. Po śmierci Marcjana dobra były zarządzane przez jego ostatnią, czwartą żonę Teklę Larską, po czym po jej śmierci (ok. 1765 roku) przeszły na jego syna z pierwszego małżeństwa Tadeusza Franciszka Ogińskiego (1712–1783), po którym Zalesie odziedziczył syn Tadeusza Franciszek Ksawery Ogiński (1742–1814). Franciszek, nie mając potomstwa, zostawił Zalesie swojemu bratankowi Michałowi Kleofasowi Ogińskiemu (1765–1833). Po jego śmierci w Zalesiu mieszkał jego syn z drugiego małżeństwa Ireneusz Kleofas Ogiński (1808–1863). Obaj synowie Ireneusza: Bogdan Michał (1848–1909) i Michał Mikołaj (1849–1902) zmarli bezdzietnie i po ich śmierciach majątek przeszedł w ręce krewnych po kądzieli: głównie Załuskich i Skórzewskich. Zalesie rozparcelowano, w 1927 roku resztówkę wielkości około 100 hektarów kupili Żebrowscy, którzy byli ostatnimi właścicielami Zalesia.
Po III rozbiorze Polski w 1795 roku Zalesie znalazło się na terenie powiatu oszmiańskiego (ujezdu) guberni wileńskiej. Po ustabilizowaniu się granicy polsko-radzieckiej w 1921 roku Zalesie wróciło do Polski, znalazło się w gminie Bienica w powiecie oszmiańskim województwa wileńskiego. W 1926 roku gmina ta znalazła się w powiecie mołodeckim w tymże województwie, od 1945 roku – w ZSRR, od 1991 roku – na terenie Republiki Białorusi.

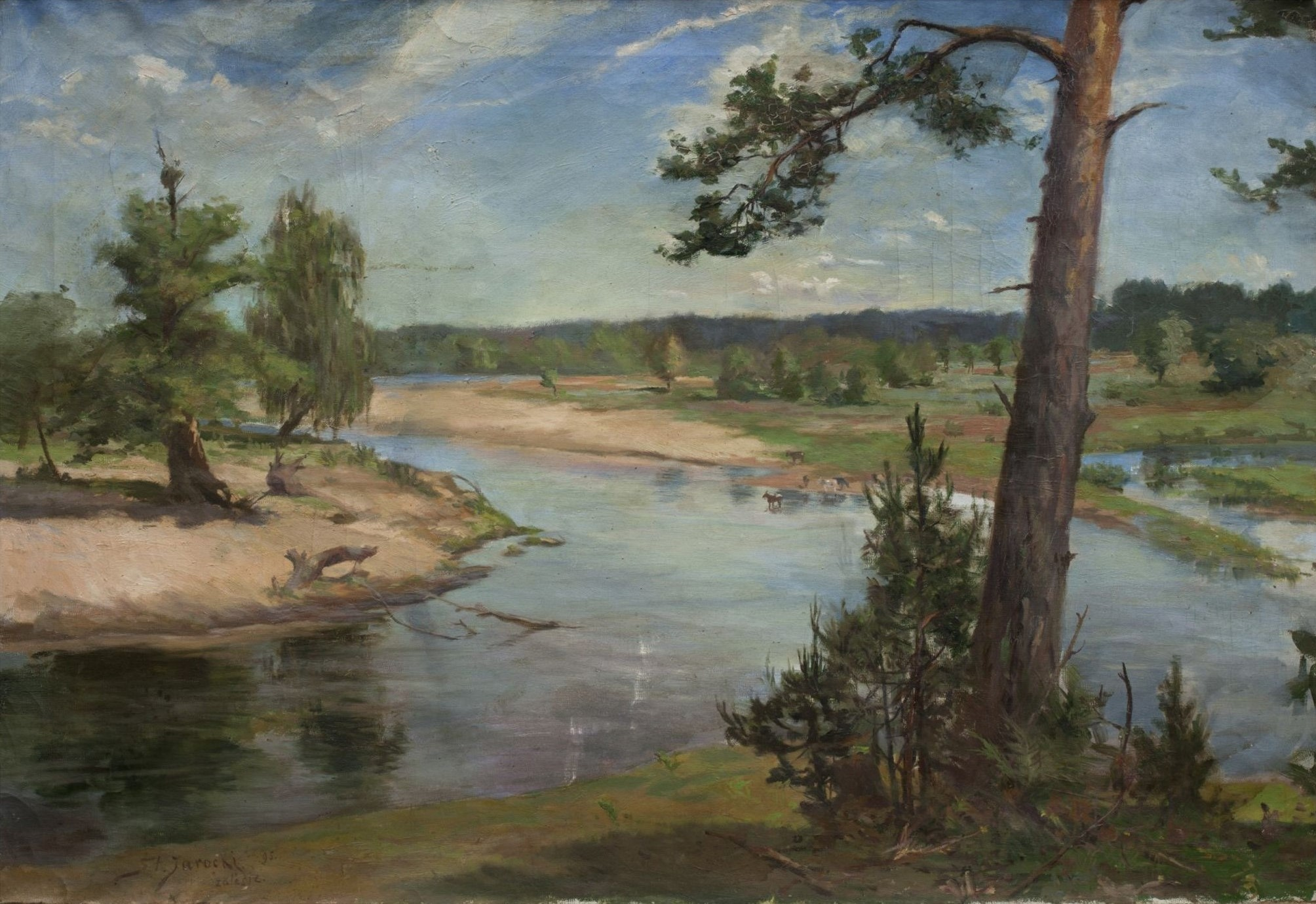
Krajobraz Zalesia, obraz Stanisława Jarockiego

Wykaz z 1931 wymienia kolonię, folwark i osadę kolejową. Kolonię w 21 domach zamieszkiwały 134 osoby, folwark w 2 domach 24 osoby a osadę kolejową w 18 domach 138 osób.
We wsi stoi pomnik poległych w I wojnie światowej. W czasie II wojny światowej, w latach 1941–1942 Niemcy wymordowali tu dużą liczbę Żydów, co upamiętnia również stojący tu pomnik.
We wsi stoi m.in. cerkiew pw. Wstawiennictwa NMP oraz pozostałości po cmentarzu katolickim z kaplicą cmentarną pw. Dziewicy Maryi z 1815 roku.
W 2009 roku w Zalesiu mieszkało 958 mieszkańców.

## Rezydencja Ogińskich
Majątek Zalesie został opisany w 4. tomie Dziejów rezydencji na dawnych kresach Rzeczypospolitej Romana Aftanazego.